# Warm Bodies
Warm Bodies (prt: Sangue Quente; bra: Meu Namorado É um Zumbi) é um filme estadunidense de 2013, dos gêneros comédia romântica e terror, dirigido e escrito por Jonathan Levine, baseado no livro Warm Bodies, de Isaac Marion.
Estrelado por Nicholas Hoult e Teresa Palmer, Warm Bodies centra-se no romance entre a adolescente Julie e o zumbi R, que desencadeia uma série de eventos que podem destruir a vida no mundo. Estreou comercialmente em  8 de fevereiro de 2013.

## Sinopse
A história é narrada por um zumbi que habita os Estados Unidos pós-apocalíptico destruído por décadas de guerras e desastres naturais, culminando em uma misteriosa praga zumbi. Ele não tem memória de quem é e não tem compreensão do que significa estar vivo ou morto-vivo, se lembra apenas a primeira letra do seu nome ("R") e tem uma vaga noção de que algo não está bem com o mundo. "Vive" em um aeroporto abandonado ao lado dos outros zumbis, como seu amigo "M" (Rob Corddry) que nada mais é que um zumbi que de vez em quando troca 'resmungos' com R. Como a fome é algo que não podem controlar, eles saem do aeroporto para caçar, andando de modo lento e desajeitado típico de um zumbi. E é em uma dessas caçadas que eles chegam a um grupo de 4 jovens que  saíram de sua proteção em busca de alimentos e remédios. Durante o confronto R mata Perry (Dave Franco) e enquanto come seu cérebro experimenta suas memórias, e encontra a namorada dele, Julie (Teresa Palmer), fazendo a escolha impulsiva de salvá-la ao invés de matá-la. Consegue levá-la de volta para o aeroporto onde a esconde em um 767, ao mesmo tempo em que narra com um senso de humor seco. A "estadia" no avião inicia a relação entre os dois, deixando Julie (e até R) queira entender quem (ou 'o que') R seria, começando o sentimento que mais tarde vem a ser a cura para o renascimento da humanidade,e enquanto isso crescera em seu coração morto,uma grande história de amor.[carece de fontes?]

## Elenco
| Ator            | Personagem |
| --------------- | ---------- |
| Nicholas Hoult  | "R"        |
| Teresa Palmer   | Julie      |
| Analeigh Tipton | Nora       |
| Rob Corddry     | "M"        |
| Dave Franco     | Perry      |
| John Malkovich  | Grigio     |

## Recepção
O Metacritic, que usa uma média ponderada, atribuiu ao filme uma pontuação de 59 em 100, baseado em 38 críticos, indicando críticas "mistas ou médias".